# Езепов, Вячеслав Иванович
Вячеслав Иванович Езепов (7 октября 1941, Саратов — 9 декабря 2020, Москва) — советский и российский актёр театра и кино, народный артист РСФСР (1989), народный артист Украины (2004).

## Биография
Вячеслав Иванович Езепов родился 7 октября 1941 года в Саратове, где в то время находилась в эвакуации его семья.
В 1963 году окончил Школу-студию МХАТ (педагоги В. К. Монюков и К. Н. Головко) и был принят в труппу Русского академического театра им. Леси Украинки в Киеве. На сцене театра им. Леси Украинки Вячеслав Иванович сыграл ряд ведущих ролей, заслужив успех у зрителей, положительные отзывы критиков.
Сезон 1966—1967 года Вячеслав Иванович играл на сцене Театра имени Ленинского комсомола в Москве. С 1967 года Вячеслав Езепов служил в Малом театре.
Скончался на 80-м году жизни 9 декабря 2020 года в Москве. Причиной смерти стали осложнения на фоне коронавируса. Прах актёра захоронен на Новодевичьем кладбище в могиле его тёщи Ларисы Дальской и её второго мужа, артиста МХАТа Василия Топоркова.

## Признание и награды
- Почётный знак Малого театра.
- Заслуженный артист Украинской ССР (1975).
- Народный артист РСФСР (11 сентября 1989 года) — за большие заслуги в области советского театрального искусства[7]
- Орден Почёта (25 октября 1999 года) — за большой вклад в развитие отечественной театральной культуры и в связи со 175-летием Государственного академического Малого театра России[8].
- Народный артист Украины (19 апреля 2004 года) — за весомый личный вклад в развитие культурных связей между Украиной и Российской Федерацией, многолетнюю плодотворную творческую деятельность[9]
- Орден Дружбы (3 сентября 2006 года) — за большой вклад в развитие отечественного театрального искусства и многолетнюю плодотворную деятельность[10][11].
- Орден Александра Невского (3 мая 2018 года) — за большой вклад в развитие отечественной культуры и искусства, многолетнюю плодотворную деятельность[12].

## Творчество

### Роли в театре

#### Театр русской драмы имени Леси Украинки
- «Иду на грозу» Даниила Гранина — Крылов
- «Вечерний свет» Алексея Арбузова — Пальчиков
- «Дон Карлос» Шиллера — Доминго
- «Насмешливое моё счастье» Леонида Малюгина — Антон Чехов

#### Малый театр
- 1967 — «Дипломат» С. Алёшина — Комментатор
- 1967 — «Рождество в доме синьора Купьелло» Эдуардо де Филиппо — Николо
- 1968 — «Путешественник без багажа» Ж. Ануйя — Гастон
- 1968 — «Криминальное танго» Э. Раннета — Философ
- 1969 — «Бешеные деньги» А. Н. Островского — Глумов
- 1972 — «Самый последний день» Б. Васильева — Валера
- 1972 — «Перед заходом солнца» Г. Гауптмана — Ганефельд
- 1978 — «Горе от ума» А. С. Грибоедова — Горич
- 1979 — «Берег» Ю. Бондарева — Дицман
- 1980 — «Ревнивая к себе самой» Тирсо де Молины — Дон Алонсо
- 1982 — «Выбор» Ю. Бондарева — Колицын
- 1982 — «Ретро» А. Галина — Леонид
- 1983 — «Дети Ванюшина» С. Найдёнова — Щёткин
- 1984 — «Живой труп» Л. Н. Толстого — Следователь
- 1987 — «Игра» Ю. Бондарева — Балабанов
- 1987 — «Человек, который смеётся» В. Гюго — Баркильфедро
- 1988 — «Леший» А. П. Чехова — Дядин
- 1989 — «Сказки Голливуда» К. Хэмптона — Генрих Манн
- 1990 — «Хищники» А. Ф. Писемского — Граф Зыров
- 1990 — «И аз воздам» С. Кузнецова — Юровский
- 1990 — «Мещанин во дворянстве» Ж.-Б. Мольера — Учитель танцев
- 1991 — «Убийство Гонзаго» Н. Йорданова — Суфлёр
- 1991 — «Царь Пётр и Алексей» Ф. Н. Горенштейна — Пётр Толстой
- «Царь Фёдор Иоаннович» А. К. Толстого — митрополит Дионисий
- 1992 — «Горячее сердце» А. Н. Островского — Курослепов
- 1993 — «Вишнёвый сад» А. П. Чехова — Фирс
- 1994 — «Волки и овцы» А. Н. Островского — Чугунов

### Фильмография
1. 1964 — Ракеты не должны взлететь — Кранц
2. 1965 — Нет неизвестных солдат — немецкий офицер с граммофоном
3. 1968 — Барсуки — Пётр, продкомиссар
4. 1970 — Эксперимент
5. 1972 — Самый последний день — Валерий
6. 1977 — Ася — Н. Н.
7. 1977 — Хождение по мукам — Николай Иванович Смоковников
8. 1978 — Жизнь Бетховена — Франц Шуберт
9. 1979 — Взрослый сын — Сергей Шульгин, отец Андрея
10. 1980 — Ревнивая к себе самой
11. 1980 — Незнакомец — Аркадий Павлович Лалаев
12. 1980 — Карл Маркс. Молодые годы — Прудон
13. 1981 — 34-й скорый — спекулянт
14. 1981 — И с вами снова я... — Пётр Плетнёв
15. 1981 — Старые письма
16. 1981 — История одной любви
17. 1981 — Крепыш — игрок
18. 1982 — Этот фантастический мир. Выпуск 6 (новелла «Тень минувшего») — Мартын Мартыныч
19. 1982 — Через Гоби и Хинган — Мерецков
20. 1982 — Дети Ванюшина — Щёткин
21. 1982 — Пусть он выступит… — Томас Чалмерс, сенатор, муж Маргарет, отец Томми
22. 1983 — День командира дивизии — писатель Александр Бек
23. 1983 — Лунная радуга — эпизод
24. 1984 — Счастливая, Женька! — Устьянцев
25. 1984 — Господин Великий Новгород — Егор Чудин
26. 1984 — Берег его жизни — Гирс
27. 1985 — Пять минут страха — Борис Дмитриевич Осокин
28. 1985 — Битва за Москву — Щербаков, секретарь Московского горкома
29. 1986 — Приближение к будущему
30. 1986 — Последняя дорога — Александр Тургенев
31. 1986 — От зарплаты до зарплаты
32. 1986 — Зонтик для новобрачных — Юрий Данилович, друг Краскова и сослуживец Веры
33. 1987 — Смысл жизни
34. 1987 — Мужские портреты
35. 1987 — Братишка, люби революцию! — Одоевцев, поручик
36. 1989 — Сталинград — Щербаков
37. 1989 — Закон — бывший муж Татьяны
38. 1990 — Николай Вавилов — Жданов
39. 1991 — Убить «Шакала» — Лисневский
40. 1993 — Кодекс бесчестия — Герман Сергеевич
41. 1994 — Приговор — лейтенант Киллер
42. 2000 — Марш Турецкого — Сергей Поликарпович Сучков, министр по сырьевым ресурсам
43. 2001 — Люди и тени. Секреты кукольного театра — Осадчий
44. 2012 — Совет да любовь — Звездочёт

## Семья
- Жена — Марина Григорьевна Светаева (род. 29.08.1941), кандидат искусствоведения. Автор книги о творчестве Марии Савиной и собрания дневников Владимира Теляковского. 
  - Дочь — Ксения (род. 11.02.1965). 
    - Внучка — Полина.[13]